# Jack Wouterse
Jacobus Albertus (Jack) Wouterse (Soest, 17 juni 1957) is een Nederlands acteur.

## Biografie
Wouterse is geboren in Soest als zoon van een militair en een schoonmaakster. Hij begon als verkoper van afzuigkappen maar besloot Docent Dramatische Vorming te gaan studeren in Arnhem en daarna de circusschool. Hij begon als clown bij het circus van Sjoukje Dijkstra en ging daarna verder met zijn eigen circus Fiasco, samen met onder anderen zijn vrouw en zijn aangenomen zoon Koen Wouterse, totdat hij in 1989 door Johan Doesburg van jeugdtheatergroep Pssstt werd gevraagd voor een rol in het stuk Muizen en Mensen. Daarna volgden vele rollen in het theater. Zijn doorbraak in de film kwam slechts enkele jaren later met Alex van Warmendams De Noorderlingen uit 1992. Hij won een Gouden Kalf en een Fipa d'Or voor zijn rol in Suzy Q en een Gouden Kalf voor En Route. Hij speelde in series als All Stars en Grijpstra & De Gier. Daarnaast werkt hij als voice-over en stemacteur. Zo leende hij zijn stem onder meer aan Grote Smurf in de bioscoopfilm De Smurfen uit 2011 en Mannie in de verschillende Ice Age-films. Jack Wouterse woont in Rotterdam.

## Filmografie

### Film
- The Wild Robot (2024) - Paddler (stem)
- Ome Cor (2022) - Karel
- Moloch (2022) - Hans[4]
- Fenix (2018) – Gideon Bas
- Ice Age: Collision Course (2016) – Mannie (stem)
- Ice Age: Het Mysterie van de Eieren (2016) – Mannie (stem)
- Wiplala (2014) – gemeenteambtenaar
- Muppets Most Wanted (2014) – Miss Poogy (stem)
- De Smurfen 2 (2013) – Grote Smurf (stem)
- Party Central (2013) – James P. "Sulley" Sullivan (stem)
- Monsters University (2013) – James P. "Sulley" Sullivan (stem)
- Chez Nous (2013) – De Beer
- Frits & Franky (2013) – Nico
- Rise of the Guardians (2012) – Klaus North, de kerstman (stem)
- Black Dog (2012)
- Ice Age: Continental Drift (2012) – Manfred "Mannie" (stem)
- Wickie en de Schat van de Goden (2012) – Vreselijke Sven (stem)
- The Smurfs: A Christmas Carol (2011) – Grote Smurf (stem)
- Ice Age: A Mammoth Christmas (2011) – Mannie (stem)
- The Muppets (2011) – Miss Poogy (stem)
- De Smurfen (2011) – Grote Smurf (stem)
- Wickie de Viking (2010) – Vreselijke Sven (stem)
- Onbereikbaar (2010) – leraar[5]
- Gangsterboys (2010) – televisiewinkeleigenaar
- Lang en gelukkig (2010) – baron
- De vliegenierster van Kazbek (2010) – Pauls vader
- Het beloofde pand (2010) – Landlord
- Oi'Clowns - Een Hommage aan Federico Fellini (2010) – Knorrige Clown
- Broken English Spoken Here (2009)
- Henry van Loon Entertaiment Show (2009)
- Limo (2009) – dominee
- Ice Age: Dawn of the Dinosaurs (2009) – Manfred "Mannie" (stem)
- ZAND (korte film, 2008) – vader
- Bee Movie (2007) - Layton T. Montgomery (stem)
- Kapitein Rob en het geheim van professor Lupardi (2007) – generaal
- De scheepsjongens van Bontekoe (2007) – kapitein Bruinvis
- SEXtet (2007) – baas
- Kicks (2007) – Chiel
- Ice Age: The Meltdown (2006) – Manfred "Mannie" (stem)
- Kruistocht in spijkerbroek (2006) – bakker van Rottweil
- Voor een paar knikkers meer (2006) – vader van Sofie (stem)
- Kameleon 2 (2005) – Piet Haan
- A Life in Suitcases (2005) – stationsmeester
- Allerzielen (2005) – slachtoffer (segment "72 Maagden")
- Vet Hard (2005) – Bennie
- 06/05 (2004) – Van Dam
- Pluk van de Petteflet (2004) – vader Stamper
- Koen! (2004) – rol onbekend
- Pietje Bell 2: De Jacht op de Tsarenkroon (2003) – Klok
- The Tulse Luper Suitcases, Part 1: The Moab Story (2003) – Erik van Hoyten
- Het wonder van Máxima (televisiefilm, 2003) – bewaker Damhuis
- Julie en Herman (televisiefilm, 2003) – Herman van Putten
- Ice Age (2002) – Manfred "Mannie" (stem)
- Tarzan & Jane (2002) - Tantor (2002)
- Pietje Bell (2002) – Klok
- Snapshots (2002) – Max's Thug
- Mike's New Car (2002) – Sulley (stem)
- Minoes (2001) – burgemeester van Weezel
- Magonia (2001) – IJsbrand
- Met grote blijdschap (2001) – Ad Sipkes
- Monsters en co. (2001) – James P. "Sulley" Sullivan (stem)
- Band of Brothers (2001) – Nederlandse boer
- Baby Blue (2001) – Fiducia boss
- Keizer Kuzco (2000) – Pacha (stem)
- Zoenzucht (televisiefilm, 2000) – Leo
- Asterix & Obelix tegen Caesar – Obelix (stem)
- Tarzan (1999) – Tantor (stem)
- Kruimeltje (1999) – bezoeker vrouw Koster
- Do Not Disturb (1999) – taxichauffeur
- Suzy Q (televisiefilm, 1999) – Ko, de vader van Suzy
- Enigma (televisiefilm, 1999) – Max, de held
- Zaanse nachten (televisiefilm, 1999) – rol onbekend
- Een echte hond (1998) – vader van Jan
- De pijnbank (1998) – Peter de Bock
- Temmink: The Ultimate Fight (1998) – Temmink
- Celluloid Blues (1998) – Sjef
- Chez André (1997) – rol onbekend
- In het belang van de staat (televisiefilm, 1997) – rol onbekend
- Mortinho por Chegar a Casa (1996) – Max
- De jongen die niet meer praatte (1996) – Zwart
- Gemengde berichten (televisiefilm, 1996) – rol onbekend
- De jurk (1996) – tuinman
- De wolkenfabriek (televisiefilm, 1996) – rol onbekend
- Lang leve de koningin (1995) – witte koning
- De schaduwlopers (1995) – man met koffer
- Eenmaal geslagen, nooit meer bewogen (1995) – Charles
- En Route (televisiefilm, 1994) – Lou
- The Dead Man 2: Return of the Dead Man (1994) – rol onbekend
- Kats & Co (1994) – Herman Donk (afl. "De kleine Angela")
- Angie (1993) – Frits
- Op afbetaling (televisiefilm, 1993) – Pees
- De drie beste dingen in het leven (1992) – Maarten
- De bunker (1992) – Ritter
- De Noorderlingen (1992) – Jacob
- De onfatsoenlijke vrouw (1991) – man met tatoeages

### Televisie
- Monsters at Work (2021-2024) – Sulley (stem)
- De Joodse Raad (2024) - Abraham Asscher
- "Rundfunk: Duco en Roy" (2023) - Adelhart Paard
- Santos (2023) – chef-kok Wijnand
- Tweede Hans (2022) – koorlid
- Beau Séjour (2021) – Tille Vanderwal (seizoen 2)
- Koppensnellers (2020) – Fons de Graaf
- All Stars en Zonen (2020) – voorzitter van Poldervogels
- Fenix (2018) – Gideon
- Flikken Rotterdam (2017) – seksondernemer Henry Houtman (seizoen 2)
- Ik ben Nederlander (2016–2017) – presentator[6]
- Dokter Tinus (2012–2013) – Bert de Groot
- Van God Los (2012) – Wim
- Feuten (2012) – hoofdredacteur De Maagt
- Fort Boyard (2011) – deelnemer
- Storm op Komst (2011) – gast
- Gajes (TV Lab, 2011) – presentator
- 24 uur met... (2011) – gast
- De Hoofdprijs (2009) – Florian Bestevaer
- Lieve Paul (2009) – dikke piet
- Smaken Verschillen – voice-over
- Koefnoen (televisieserie) – verschillende rollen (2 afl., 2006/2007)
- Grijpstra & De Gier (televisieserie) – Henk Grijpstra (46 afl., 2004–2007)
- Shouf Shouf! (televisieserie) – Sjors (afl. "Een goede buur", 2007)
- 't Schaep met de 5 pooten (televisieserie) – Nico Lefèvre (2 afl., 2006)
- Bitches (televisieserie) – winkelmanager (afl. "Super Bitch", 2005)
- Medea (miniserie, 2005) – Oldekamp
- Dunya en Desie (televisieserie) – eigenaar modelagentschap (afl. "Handlezen", 2003)
- Najib en Julia (televisieserie) – Albert Ruisbroek (2002)
- Kwartelhof (televisieserie) – patiënt (afl. "Kiespijn", 2002)
- De Legende van Tarzan (animatieserie) – Tantor (stem) (2001–2002)
- All Stars (televisieserie) – voorzitter (29 afl., 1999–2001)
- Band of Brothers (miniserie) – Nederlandse boer (afl. 4: "Replacements", 2001)
- Leven en dood van Quidam Quidam (miniserie, 2001) – beul
- De acteurs (televisieserie) – Ruud van Hemert (episode 1.1, 2001)
- Spangen (televisieserie) – Geert den Ouden (afl. "Verraad", 2001)
- Wildschut & De Vries (televisieserie) – Arnold Bouwman (2000)
- Blauw blauw (televisieserie) – Berend Stoute (afl. "De baby", 1999)
- Baantjer (televisieserie) – Mees de Beer (afl. "De Cock en de moord op internet", 1999)
- Wij Alexander (televisieserie) – verpleger Rinus Vermeer (1998)
- Bed & Breakfast (televisieserie) – Dirk (afl. onbekend, 1997–1998)
- In voor- en tegenspoed (televisieserie) – suppoost, aannemer, kroegvriend Dirk
- Baantjer (televisieserie) – Hans Scholten (afl. "De Cock en de moord op de moordenaar", 1995)
- Flodder (televisieserie) – ontvoerder Sef (afl. "Ontvoerd", 1994)
- We zijn weer thuis (televisieserie) – Anton Plantinga (1993–1994)
- Mus (televisieserie) – ex-man buurvrouw (1993)
- Iris (televisieserie) – rol onbekend (afl. "Vrouw in de raad", 1992)
- In de Vlaamsche pot – uitsmijter Steven (afl. 4: "Sterke Steven", 1990)

## Radio
- De Moker (2010, hoorspel) – Harrie 'de Moker' Pruis
- Ro Radio op Radio Rijnmond (2010–heden), gastpresentator

## Theater
- Muizen en Mensen (1989/1991) van Theater Pssstt
- Lange Dagreis naar de Nacht (1995) van Stella Den Haag
- Othello (1997) van Stella Den Haag
- Blasted (1999) van Het Nationale Toneel
- Keefman (1999) van het Ro Theater
- Veldheren II (2000) van het Ro Theater
- Nachtasiel (2000) van het Ro Theater
- Ballast (2006) (Praat en danst i.s.m. Dansity Amsterdam)
- Koning Lear (2007) van het Ro Theater en KVS Brussel
- Lang en Gelukkig (2008) van het Ro Theater
- De gebroeders Karamazov (2009) van het Ro Theater
- Tocht (2009) van het Ro Theater met Arjan Ederveen, onderdeel van de triologie met Walden en Zin.
- Moord in de kerststal (2010) van het Ro Theater
- Slaaf (2011) van het Ro Theater
- Oedipus (2013) van het Ro Theater
- Vreugdetranen Drogen Snel (2013) van het Ro Theater
- Samurai (2014) van het Ro Theater
- De Zere Neus van Bergerac (2014/2015) van het Ro Theater
- Van Waveren (2015) van het Ro Theater
- Walden (2016) van het Ro Theater met Arjan Ederveen, onderdeel van de triologie met Tocht en Zin.
- Salam (2018) van het Noord Nederlands Toneel en Club Guy & Roni, i.s.m. Asko/Schönbergs Khaos
- De Laatste, solo (2018–2019), een co-productie van Alles voor de kunsten en Man met Hond
- Zin (2019) van het Ro Theater met Arjan Ederveen, onderdeel van de triologie met Tocht en Walden.[7]
- Nachtwacht (2025), van NITE (Nationaal Interdisciplinair Theater Ensemble), i.s.m. Club Guy & Roni, HIIIT, Asko Schönberg en NKK NXT, onder regie van Guy Weizman.